# Il costume politico e letterario

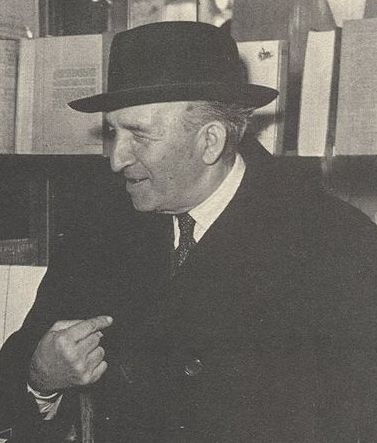
Vincenzo Cardarelli, tra i maggiori collaboratori della rivista

Il costume politico e letterario, bimestrale stampato a Roma, con periodicità irregolare, diretto dallo scrittore Velso Mucci, esordì il 20 giugno 1945 e chiuse le pubblicazioni con il numero del 4 giugno 1950 La rivista, nata per iniziativa, oltre che dello stesso Mucci, di Nicola Ciarletta, Aldo Gaetano Ferrara e Leonardo Sinisgalli, aveva un orientamento marxista, pur con qualche spunto critico verso la politica del Partito Comunista, e intendeva ispirarsi al pensiero gramsciano.
Oltre al direttore Mucci, tra i principali collaboratori si distinse lo stesso Ciarletta, docente di filosofia del diritto all'Università di Roma, critico teatrale e di arte per alcuni quotidiani romani, che sulla rivista si occupava di temi filosofici. Sugli argomenti più specificamente letterari, Il costume fu vicino alle istanze della Ronda, rivista letteraria che nei primi anni venti del Novecento si era schierata per la tradizione e lo stile elegante della scrittura, in polemica con il futurismo e Marinetti. 
Di questi orientamenti si ha una conferma nella posizione che Il costume assunse nella polemica tra il segretario comunista Palmiro Togliatti e lo scrittore Elio Vittorini, direttore del settimanale Il Politecnico: nel fascicolo dell'ottobre 1947, con l'articolo Qualcuno ha risposto a Vittorini, la rivista di Mucci si espresse in modo perentorio contro lo sperimentalismo culturale dello scrittore.
Numerose e importanti furono le collaborazioni letterarie, tra queste si possono ricordare, oltre al già citato Sinisgalli, i nomi di Vincenzo Cardarelli, Camillo Sbarbaro, e l'ancora poco conosciuto Mario Tobino.